# セクシーパクチー (お笑い)
セクシーパクチーは、よしもとクリエイティブ・エージェンシーに所属していた男女お笑いコンビ。

## 概要
2016年5月に結成。命名は石田明（NON STYLE）。
よしもとの運営する劇場、ヨシモト∞ホールのランキングシステムではセカンドクラスに在中していた。
2017年4月6日付の小野自身のTwitterで4月いっぱいでの解散をツイート。コンビ結成1年経たずの解散となった。

## メンバー
- 小野 竜輔（おの りゅうすけ、1990年8月13日（34歳））
  - 大阪NSC32期生。ツッコミとパクチー担当。
  - 身長176cm。血液型はA型。
  - 山口県宇部市出身、宇部中央高等学校卒業。
  - 同期はオモロ川大輔、ディフェンスの要潤。
  - 大阪時代は名前に「竜」が付くことからドラゴンを引用し「ドラ」と呼ばれていた。
  - 過去には、松下慎平（現テンポイント）とのコンビ、「アルドルフ」を組んでいた。
  - アルドルフ時代には、過去に「奈良県住みます芸人」として活動をしていた。（2011年4月27日 - 2012年9月21日）
  - 星野源、乃木坂46、宇多田ヒカル、ジャパハリネット、JUDY AND MARY、 秒速5センチメートル、テレビアニメが好き。
  - SALTY'sでは「塩野」名義で活動していた（2020年に解散）。
  - コンビ解散後、2017年7月21日に野澤輸出（元エレーン）とのコンビ「ダイヤモンド」を結成[1]。M-1グランプリ2022のファイナリストとなるが、2025年1月解散[2]。

- 山口 ゆきえ（やまぐち ゆきえ、1982年2月26日（43歳））　
  - 大阪NSC30期生。ボケとセクシー担当。立ち位置は向かって左。
  - 身長177cm、体重80kg。血液型はO型。　
  - 大阪府大阪市出身、関西文化芸術学院中退。あだ名は、ゆきちゃん・ゆきえ。　
  - M-1グランプリを見て芸人を志す。　　
  - コンビを結成するのは、セクシーパクチーが約12組目で、過去には茜（現茜チーフ）とのコンビ、「カーニバル」や、福田麻貴（現・3時のヒロイン）とのコンビ、「キス」などがある。
  - 着ているスーツは、自宅のカーテンの生地を使用。理由は一番好きだった柄だったから。　　
  - プロレスラーの高山善廣や歌手の和田アキ子、中華人民共和国の始祖毛沢東主席に似ているとよく言われる。
  - 2013年までは、両手を広げると左右の壁に手がつくほどの狭い部屋に住んでいた。　
  - 好きなアーティストは椎名林檎である。　
  - コンビ解散後は活動拠点を東京に移し、ピン芸人として活動していた。現在は石田明（NON STYLE）率いる「石田軍団」に所属している。　
  - その後、「山口大将軍」名義でのピン芸人としての活動や、はぎちゃん（元花金バーナード）とのコンビ、「シャインハッピー」などを経て、「女ゆきえ」に改名し、おこめちゃん（元・まえうしろ）とのコンビ、「オトメタチ」を結成。

## 芸風
主に漫才。

## ライブ
- セクシーパクチー単独ライブ「セクシーなゆきえちゃん、パクチーな小野くん」 （2016年10月14日、大宮ラクーンよしもと劇場）